# Erva-de-coelho
A  Erva-de-coelho   é uma planta da família Asteraceae, espécie endémica da ilha da Madeira com a denominação científica Pericallis aurita (L'Hér.) B.Nord..
Apresenta-se como um arbusto perene de caules ramificados, que pode chegar aos 1,5 metros de altura.
Apresenta folhas ovado-cordiformes a ovado-triangulares de 5-12 centímetros, pubescentes na página superior e densamente branco-tomentosas na página inferior.
Tem capítulos numerosos dispostos em corimbos amplos, com as flores do disco purpúreas, brilhantes, e as lígulas mais claras.
Trata-se de uma espécie endémica da ilha da Madeira, onde habita as florestas de Laurissilva e escarpas rochosas de maior altitude.
Aparece também na ilha do Porto Santo e apresenta a sua floração de Maio a Julho.